# 產權負擔
產權負擔（encumbrances），香港俗稱釘契，意指土地所有人以外的人對於此一土地所擁有之任何權利或利益。產權負擔會降低繼承之土地的價值，但是並不會阻礙土地所有人將其土地讓與他人。
稅課、抵押、審裁這類的產權負擔，可視為留置權；條文限制、權益保留及地役權皆為產權負擔，但不算是留置權。

## 常見造成產權負擔的原因

### 違反大廈公契
違反大廈公契，又或是業主立案法團的規定。即例如欠交管理費，大廈屋苑列明不准養狗但業主卻私自飼養等等；又例如違犯建築物條例僭建令，危樓、危險渠務令、斜坡令以及拖欠政府費用等。

### 業主個人財務問題
例如業主欠下銀行、財務公司、管理公司或其他私人債務而被債權人循法律途徑追討及凍結資產等等人仕。